# Mark Waugh
Mark Edward Waugh (ur. 2 czerwca 1965) – australijski krykiecista, były reprezentant kraju, brat Steve'a Waugh. Członek reprezentacji w latach 1991–2002, znany pod popularnym przezwiskiem "Junior" jako iż był kilka minut młodszy od swojego brata bliźniaka.
Praworęczny odbijający, rzucał także w stylu medium i offbreak. Uznawany za najlepszego ze slip fielderów na świecie (slip fielder to pozycja obok wicket-keepera w której potrzebny jest niezwykle szybki refleks do łapanie źle odbitych przez batsmana piłek).